# Silva Košćina
Silva Košćina (Zagreb, Hrvatska, 22. kolovoza 1933. – Rim, 26. prosinca 1994.), je hrvatska glumica, koja je svoju karijeru napravila u inozemstvu, najvećim dijelom u Italiji.
Iako je rođena u Zagrebu, rodom je iz splitsko-trogirske obitelji.
U ranoj dobi je otišla živjeti u Italiju, gdje je napravila veliku filmsku karijeru. Ondje je, kao i drugdje u inozemstvu, djelovala pod imenom Sylva Koscina.
Poznata je po ulozi Herkulove nevjeste u filmu Ercole e la regina di Lidia (Herkul i lidijska kraljica) iz 1958., a u hrvatskoj kinematografiji se javila u filmu Bitka na Neretvi, igrajući ulogu Danice.
Glumila je u više od 120 filmova.
Umrla je 1994. godine u Italiji zbog srčanih problema.

## Vanjske poveznice
- Sylva Koscina u internetskoj bazi filmova IMDb-u (engl.)
- http://koscina.hp.infoseek.co.jp/sylva103e.htm  Arhivirana inačica izvorne stranice od 21. travnja 2008. (Wayback Machine)